# Rudi Völler
Rudolf ("Rudi") Völler (Hanau, 13 april 1960) is een Duits oud-voetballer en voetbaltrainer. Hij begon zijn profcarrière bij Werder Bremen in 1982. Later speelde hij voor AS Roma en Olympique Marseille. Met de laatste club won hij in 1993 de UEFA Champions League. Hij beëindigde zijn spelersloopbaan bij Bayer 04 Leverkusen in 1996. Völler is tegenwoordig technisch directeur van het nationale elftal van Duitsland.

## Interlandcarrière
Völler won met het Duits voetbalelftal het wereldkampioenschap voetbal 1990. In de achtste finale tegen Nederland werden hij en Frank Rijkaard beiden uit het veld gestuurd. Ook nam Völler deel aan de WK's van 1986 (waar Duitsland tweede werd) en 1994 en de EK's van 1984, 1988 en 1992. In negentig interlands maakte hij 47 doelpunten.

## Trainerscarrière
Na zijn actieve loopbaan werd Völler trainer, te beginnen bij Leverkusen. In 2000 werd hij benoemd tot Bundestrainer van de Duitse ploeg. Hij leidde Duitsland naar een finaleplaats tijdens het WK 2002, waarin van Brazilië verloren werd. Nadat Duitsland bij het EK 2004 in de eerste ronde werd uitgeschakeld na een nederlaag tegen een veredeld B-team van Tsjechië nam Völler op 24 juni ontslag. Kort voor het vertrek naar huis verkondigde hij het gevoel te hebben dat alleen "een onbeschadigd iemand met krediet" geschikt is voor de taak van Duitse bondscoach. "Ik draag een rugzak mee", aldus Völler.
Daarna was hij een tijd trainer van AS Roma en Bayer Leverkusen. Van de laatste club werd hij in oktober 2005 sportief directeur. Rudi Völler is sinds februari 2023 technisch directeur van de Duitse nationale ploeg.
Völler is in Duitsland populair. Toen het nationale team minder presteerde en hij in een televisie-interview zijn zelfbeheersing verloor en schold en schuttingtaal uitsloeg, werd hem dat door de Schlachtenbummler niet erg aangerekend. Sinds 2002 is Völler ereburger van de gemeente Hanau.

## Clubstatistieken
| Seizoen | Club                | Land           | Competitie    | Duels | Goals |
| ------- | ------------------- | -------------- | ------------- | ----- | ----- |
| 1977/78 | Kickers Offenbach   | West-Duitsland | 2. Bundesliga | 6     | 1     |
| 1978/79 | Kickers Offenbach   | West-Duitsland | 2. Bundesliga | 29    | 11    |
| 1979/80 | Kickers Offenbach   | West-Duitsland | 2. Bundesliga | 38    | 7     |
| 1980/81 | 1860 München        | West-Duitsland | Bundesliga    | 33    | 9     |
| 1981/82 | 1860 München        | West-Duitsland | 2. Bundesliga | 37    | 37    |
| 1982/83 | Werder Bremen       | West-Duitsland | Bundesliga    | 31    | 23    |
| 1983/84 | Werder Bremen       | West-Duitsland | Bundesliga    | 31    | 18    |
| 1984/85 | Werder Bremen       | West-Duitsland | Bundesliga    | 32    | 25    |
| 1985/86 | Werder Bremen       | West-Duitsland | Bundesliga    | 13    | 9     |
| 1986/87 | Werder Bremen       | West-Duitsland | Bundesliga    | 30    | 22    |
| 1987/88 | AS Roma             | Italië         | Serie A       | 21    | 3     |
| 1988/89 | AS Roma             | Italië         | Serie A       | 29    | 10    |
| 1989/90 | AS Roma             | Italië         | Serie A       | 32    | 14    |
| 1990/91 | AS Roma             | Italië         | Serie A       | 30    | 11    |
| 1991/92 | AS Roma             | Italië         | Serie A       | 30    | 7     |
| 1992/93 | Olympique Marseille | Frankrijk      | Division 1    | 33    | 18    |
| 1993/94 | Olympique Marseille | Frankrijk      | Division 1    | 25    | 6     |
| 1994/95 | Bayer Leverkusen    | Duitsland      | Bundesliga    | 30    | 16    |
| 1995/96 | Bayer Leverkusen    | Duitsland      | Bundesliga    | 32    | 10    |
| Totaal  | Totaal              | Totaal         | Totaal        | 542   | 257   |

## Erelijst
AS Roma
- Coppa Italia: 1990/91

 Olympique Marseille
- UEFA Champions League: 1992/93

 West-Duitsland
- FIFA WK: 1990